# Meteorologiåret 1884

## Händelser

### Januari
- 26 januari
  - Ett lufttrycksvärde på 925,6 hPa rapporteras från Brittiska öarna [1].
  - Med temperaturen - 37,2 °C i Kilmahumaig noteras nytt köldrekord för Prince Edward Island i Kanada [2].
- 27 januari - I Bergen i Norge rapporteras det lägsta lufttrycksvärdet någonsin på norskt fastland, 939,8 hPa [3].

### Februari
- Februari –  Ohiofloden vid Parkersburg, West Virginia svämmar över.[4].

### Maj
- Maj - Nechesfloden, Angelinafloden och nedre Sabinefloden i USA svämmar över [5].
- 15 maj - En tornado i Ontario i Kanada förstör ladugårdar, staket och stall vid Elora samt skadar en kyrka och kyrkogård i Goldstone [2].

### Juli
- 1 juli - I Norge inleds väderprognoser varje veckodag under perioden 1 juli-30 september vid järnvägsstationerna längsmed Smaalensbanen, Hovedbanen, Kongsvingerbanen, Nordbanen till Hamar och Vestbanerne [6].

### Augusti
- 27 augusti – I Ouragla i Algeriet uppmäts + 53,8 °C i skuggan [7].

### December
- 23 december - Med temperaturen - 37,2 °C i Regina i Kanada upplever orten sin kallaste decembernatt någonsin [2].

### Okänt datum
- I Sverige inleds dygnsmedeltemperaturmätningar i Borås [8].
- Nederbördsstationen i Junsele i Sverige startar [9].

## Födda
- 29 oktober – Sakuhei Fujiwhara, japansk meteorolog

## Avlidna
- 28 januari – Wilhelm Klinkerfues, tysk astronom och meteorolog.
- 16 februari – Niels Hoffmeyer, dansk meteorolog och grundare av Danmarks Meteorologiske Institut.

### Fotnoter
1. ↑  SMHI Arkiverad 8 september 2010 hämtat från the Wayback Machine.
2. 1 2 3  ”Dan, Dan the Weatherman's Canadian Weather Trivia Page”. Arkiverad från originalet den 9 september 2013. https://web.archive.org/web/20130909001246/http://www.dandantheweatherman.com/cantriv.html. Läst 7 mars 2011.
3. ↑  MET
4. ↑  The City of Parkersburg, West Virginia | flood History Arkiverad 23 april 2007 hämtat från the Wayback Machine.
5. ↑  WFO SHV - Hydrology Information
6. ↑  MET
7. ↑  Guinness Rekordbok (svenska) 1993
8. ↑  SMHI
9. ↑  SMHI